# Sinhung
Sinhung (Hán Việt: Tân Hưng) là một huyện miền núi ở tỉnh Nam Hamgyong, Bắc Triều Tiên. Huyện này có các dãy núi Hamgyong và Palbong. Đỉnh cao nhất là Chailbong. Tại đây cũng có các vùng đất thấp. Các sông suối chính ở khu vực là Sangchon và Pujon.
Kinh tế địa phương chủ yếu là nông nghiệp, với các nông sản như lúa mạch, khoai tây. Ở các vùng đất màu mỡ phía nam có các khu vực trồng lúa. Huyện cũng có thủy điện, khai khoáng không đáng kể.
Sinhung có đường bộ và đường sắt, với tuyến đường sắt Songhung.